# Haine-Saint-Pierre
Pour les articles homonymes, voir Haine (homonymie).
Haine-Saint-Pierre (en wallon Inne-Sint-Pire) est une section de la ville belge de La Louvière. Par ailleurs, Haine-Saint-Pierre était également le centre de l'industrie verrière de la région.

## Géographie

### Morphologie urbaine

#### Quartiers et lieux-dits
- Les Fonds.
- La Bonne Femme.
- Hautes Fontaines.
- Les Groseillons.
- Fontaine de Spa.

#### Cités
- Cité de la Machine à Feu.
- Cité Bellez.

## Évolution démographique
- Sources : INS, Rem. : 1831 jusqu'en 1970 = recensements, 1976 = nombre d'habitants au 31 décembre.

## Histoire
Il s'agissait d'une commune indépendante avant la fusion des communes de 1977.  Son nom fait référence à la Haine, rivière qui la traverse, et à Saint Pierre, saint patron de la commune. La localité est connue depuis 1121. Comme toutes les entités régies par le système féodal, Haine-Saint-Pierre, était divisé en diverses seigneuries. Les deux villages Haine-Saint-Pierre et Haine-Saint-Paul étaient confondus sous le terme Hayna avant le XIIe siècle. En 1138 on commença à faire la distinction entre « Haine-Poterie » et « Haine-Saint-Pierre ». 
La principale était la seigneurie d’Haine qui regroupait le fief de La Hestre et celui de Haine. Elle était composée d’un château muni d’une chapelle, qui se trouvait à proximité du palais de Mariemont, de nombreuses parcelles de terre, de fermes et d’un moulin.  
Comme pour les villages voisins, les paysans d’Haine-Saint-Pierre eurent à souffrir du passage des armées, notamment en 1692 lorsque le roi Louis XIV y a fait camper ses armées avant d’aller s’attaquer à Namur. 
Les premières verreries ont ouvert au XVIIIe siècle (la verrerie Deschuytener est la première en activité dans le comté de Hainaut, vers 1780),.
En 1944, de mars à juin, plusieurs bombardements alliés visèrent les infrastructures ferroviaires de Haine-Saint-Pierre. Après sept tentatives, les alliés finirent par atteindre leurs cibles. Mais les dégâts au sein de la population civile ont été importants.

## Héraldique
|  | Blasonnement : D'azur à la bande d'or chargée en chef d'un croissant de gueules et accompagnée de six besants d'or posés en orle. - Arrêté royal : 25 février 1924 |

## Liste des bourgmestres de 1830 à 1977
- Paul Brouwet, de 1842 à 1882, (Parti Libéral).
- Emile Cambier, de 1940 à 1962, (PSB).

## Patrimoine et culture

### Patrimoine architectural
- L'église Saint-Pierre, construite en 1780 à l'initiative de l'abbé Joseph Scrippe[6].
- L'ancienne maison communale. Construite en 1899[7].
- La gare, construite en 1885-1886 en style éclectique[8].

### Culture

#### Folklore
Chaque année au Feureu se déroule le carnaval de Haine-Saint-Pierre qui comprend 4 sociétés , deux société de  gilles avec leurs dames, une société Gilles seul , une société de paysans et une société de fantaisies (Les Anciens Gilles du Fond, Les Récalcitrants et leurs Dames, Les Sans-Soucis et leurs Dames, Les Z'infatigable et Les Paysans des deux Haines ) . La plus vieille société de gilles encore en activités sont "Les Anciens Gilles du Fond", société créée en 1859. En 2024 une société de Paysans nommé « Les paysans des deux haines » est revrée, le mardi 28 mai 2024 la société est officiellement reconnue par les autorités communales.[réf. nécessaire]

## Galerie

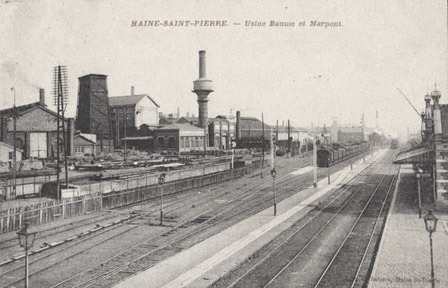
Intérieur de la gare au début du XXe siècle.
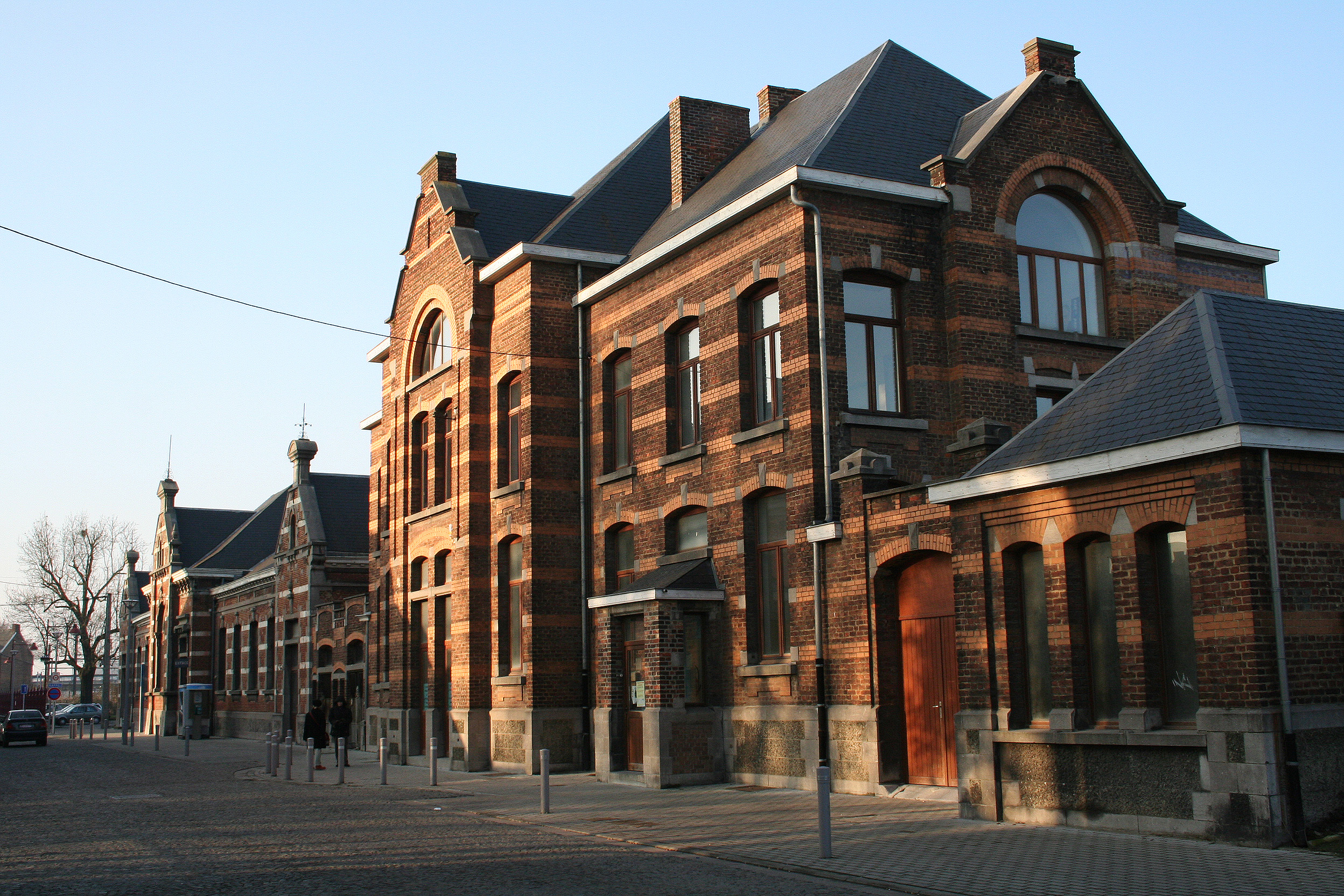
La gare.

## Sports et vie associative

### Sports
Un club de Football appelé Union Royale Sportive du Centre (D3) et dont les joueurs étaient surnommés "les pierrots" évoluait dans l'enceinte du Raymond Dienne jusqu'en 2011 date à laquelle il déménagea au Stade du Tivoli à La Louvière et en 2013 il changea de nom pour s'appeler Union Royale La Louvière Centre.[réf. nécessaire]

## Personnalités liées à Haine-Saint-Pierre
- François Houtart-Cossée (1802-1876), industriel et homme politique belge.
- Évence-Dieudonné Coppée I (1827-1875), industriel inventeur des fours à coke Coppée, né à Haine-Saint-Pierre.
- Léon Hiard (1857-1921), industriel et homme politique belge.
- Yvonne Herman (1889-1964), poétesse belge.
- Robert Coppée (1895-1970), footballeur, champion olympique avec l'équipe de Belgique en 1920.
- Pol Bury (1922-2005), peintre et sculpteur belge.
- Paul-Baudouin Michel (1930-2020), compositeur et écrivain belge, membre de l'Académie royale de Belgique, est né à Haine-Saint-Pierre le 7 septembre 1930.
- Willy Burgeon (1940-), homme politique et écrivain belge y est né[9].
- Jean-Louis Robert (1948-1979), pianiste, compositeur et pédagogue belge.